# Прича о кукољу
Прича о кукољу (такође прича о корову, прича о житу и кукољу) је једна од најпознатијих Исусових алегоријских прича, која говори о човеку којем је непријатељ посејао кукољ у усеве жита.
Забележена је у канонском јеванђељу по Матеју и неканонском јеванђељу по Томи. Код Матеја следи причу о сејачу, а претходи причи о зрну горушице.
По наравоучењу, слична је причи о бацању мреже, која такође говори о одвајању добрих од лоших на судњем дану.

## Прича

### По Матеју
Јеванђеље по Матеју наводи следећу Исусову причу:

### По Томи
Јеванђеље по Томи наводи следећу Исусову причу:

## Контекст
Грча реч која се обично преводи као коров или кукољ је зизаниа (гр. ζιζάνια), множина од зизанион (ζιζάνιον). Сматра се да ова реч означава Lolium temulentum., који изгледа сасвим слично као пшеница у раној фази развоја.
Римски закон је забрањивао сејање корова/кукоља међу пшеницу непријатеља, што значи да је сценарио у овој причи сасвим реалан.

## Тумачења

### По Матеју
Матеј бележи да је прво тумачење ове приче дао сам Исус. Он је по завршетку беседе оставио народ и повукао се у кућу, где је ученицима разјаснио причу:

### Каснија тумачења
Иако Исус прави разлику између „синова царства“ и оних који то нису, та разлика не мора увек бити очигледна, као што прича о квасцу наговештава. Тек судњи дан ће бити тачка преокрета, када ће се период тајног раста Божјег царства упоредо са активностима нечастивог бити окончан, и ново доба осванути.
Августин напомиње да се невидљива разлика између „жита“ и „кукоља“ провлачи и кроз Цркву:
| „ | О ви хришћани, чији животи су добри, ви уздишете и јецате будући малобројни међу многима... Рећи ћу ти истину, мој Вољени, чак и у овим високим столицама има и жита и кукоља, и међу световњацима има и жита и кукоља. Нека добри трпи лоше; нека лоши промене себе, и подражавају добре. Нека сви, ако је то могуће, стигнемо Богу; нека сви кроз његову милост утекнемо злу овога света. | ” |

### Верска толеранција
Прича о кукољу је често навођена у прилог верске толеранције. Бискуп Wazo од Лијежа (око 985-1048) се ослања на ову причу доказујући „да црква треба да пусти да различитост (dissent) расте заједно са ортодоксијом док Господ не дође да их раздвоји."
Мартин Лутер у својој беседи, инспирисан Исусовом параболом, подсећа да само Бог може одвојити лажне од правих верника, и наглашава да убијање јеретика или неверника окончава било какву могућност њиховог спасења:
| „ | Из овога видимо како смо бесни и срдити били толико много година, у жељи да друге присилимо да верују; Турке мачем, јеретике ватром, Јевреје смрћу; и тако ишчупамо кукуљ сопственим снагама, као да смо ми ти који имају власт над срцима и духовима; и учинимо их побожнима и исправнима, што једино Божја Реч може. Али убиством раздвајамо људе од Речи, колико је у нашој моћи, да више не може деловати на њих и тако себи навлачимо једним ударцем двоструко убиство, наиме убијамо тело за време и душу за вечност. А након тога говоримо да служимо Бога нашим поступцима, и желимо посебне заслуге на небу. | ” |

Роџер Вилијамс (око 1603–1683), баптистички теолог и оснивач Роуд Ајланда, је користио ову параболу као подршку владином толерисању свих „корова“ у свету, зато што прогони често нанесу штети и „пшеници“. Вилијамс је веровао да је Божја дужност да суди на крају, а не човечја. Џон Милтон се у Ареопагитици (1644), такође позива на параболу бранећи слободу говора и осуђујући покушај Парламента да цензурише штампу:
| „ | Није могуће да човек одвоји жито од кукоља, то мора бити задужење анђела на крају смртних ствари. | ” |